# Marimar (2015)
Marimar (ou MariMar) é uma telenovela filipina de drama exibida pela GMA Network entre 24 de agosto de 2015 e 8 de janeiro de 2016, dirigida por Dominic Zapata, Mark Dela Cruz e Lore Reyes e estrelada por Megan Young no papel-título, Tom Rodriguez, Lauren Young e Jaclyn Jose. É a segunda adaptação de Marimar e refilmagem de Corazón indomable, ambas produzidas pela Televisa.

## Premissa
Marimar é uma linda menina pobre que se casa com o belo e rico herdeiro, Sérgio. Infelizmente, a madrasta de Sergio Angelika e a ex-namorada Antonia fazem da vida de Marimar um "inferno". Alguns anos depois, Marimar conhece seu pai biológico rico, Gustavo Aldama, que a ajuda a se vingar das pessoas que a prejudicaram.

## Elenco

### Elenco principal
- Megan Young como Marimar Pérez-Santibañez / Bella Aldama
- Tom Rodriguez como Sergio Santibañez
- Lauren Young como Antonia Santibañez
- Jaclyn Jose como Señora Angelika Santibañez

### Elenco de apoio
- Alice Dixson como Mia Corcuera-Aldama
- Zoren Legaspi como Don Gustavo Aldama
- Ina Raymundo como Brenda Guillermo
- Nova Villa como Lola Cruz Pérez
- Tommy Abuel como Lolo Pancho Pérez
- Ricardo Cepeda como Señor Renato Santibañez
- Cris Villanueva como Padre Sito Porres
- Boobay como a voz de Fulgoso
- Princess the Dog como Fulgoso
- Carmi Martin como Tía Esperanza Corcuera
- Ashley Cabrera como Cruzita Aldama-Santibañez
- Diva Montelaba como Kendra Dela Paz
- Princess Snell como Aurora Santibañez
- James Blanco como Rodolfo San Jinez
- Solenn Heussaff como Capuccina Blanchett
- Maricris Garcia como Natalia Montenegro
- Diana Zubiri como Julianna Corcuera-Aldama
- Mikoy Morales como Choi
- Rita Iringan como Vanessa Mejía
- Dion Ignacio como Nicandro Mejía
- LJ Reyes como Inocencia Corcuera
- Jaya Ramsey como Tía Corazón
- Candy Pangilinan como Perfecta

### Elenco estendida
- Arny Ross como Amale
- Glenda Garcia como Gracia
- Pekto como Eliong
- Iwa Moto como Magda Evangelista
- Frank Magalona como Franco
- Shey Reyes como Carinda Corcuera
- Jess Lapid como Ramon
- Carlene Aguilar como Gilma "Gema"

### Elenco de convidados
- Vincent Magbanua como Choi (adolescente)
- Lito Legaspi como Don Fernando Aldama
- Baby O'Brien como Doña Lupita Aldama
- Annalie Forbes como Maricar
- Elijah Alejo como Marimar Pérez-Santibañez (jovem)
- Barbara Miguel como Amale (jovem)
- Almira Muhlach como Ysabel Santibañez
- Carl Acosta como Sergio Santibañez (jovem)
- Sem nome atriz como Katja Pérez, sobrinha de Lola Cruz Pérez

## Audiência
De acordo com as classificações da televisões domésticas Mega Manila da AGB Nielsen Filipinas, o episódio piloto de Marimar obteve uma classificação de 25,1%. Enquanto o episódio final marcou uma classificação de 24,8%. A série teve sua classificação mais alta em 10 de novembro de 2015, com uma classificação de 27,1%.